# Monophyllaea burttiana
Monophyllaea burttiana är en tvåhjärtbladig växtart som beskrevs av R. Kiew. Monophyllaea burttiana ingår i släktet Monophyllaea och familjen Gesneriaceae. Inga underarter finns listade i Catalogue of Life.